# Avenida Professor Mário Werneck
Avenida Professor Mário Werneck é a principal avenida do bairro Buritis, em Belo Horizonte.
A Avenida tem um campus da IFMG e outro do UNIBH.
Na referida avenida também está o Parque Municipal Aggeo Pio Sobrinho, que ocupa uma área aproximada de 600 mil m2 de grande importância ecológica, integrando parte do maciço da Serra do Curral.